# 宽叶多脉莎草
宽叶多脈莎草（学名：Cyperus diffusus var. latifolius）为莎草科莎草属多脉莎草的变种。分布在中国大陆的广东等地，一般生长在潮湿处以及高草丛中，目前尚未由人工引种栽培。
叶片一般较宽，最宽达2厘米。苞片最宽达16毫米；小穗数目较多，通常2—5个(少数1个)成指状排列于辐射枝顶端，长7～14毫米，宽约2毫米；通常具10—22朵花(少数花较步)；鳞片背面较宽部分为暗灰丝色，两侧锈色。 花果期8—9月。